# Alejandro Giammattei
Alejandro Eduardo Giammattei Falla (nascut el 9 de març de 1956) és un polític guatemalenc que exerceix com a president de Guatemala des del 2020. Exdirector del sistema penitenciari de Guatemala, va participar en les eleccions presidencials de Guatemala els anys 2007, 2011 i 2015. Va guanyar a les eleccions de 2019, i va assumir el càrrec el 14 de gener de 2020.

## Carrera política
Giammattei va ser el coordinador general dels processos electorals els anys 1985, 1988 i 1990. Va obtenir reconeixement tant a nivell nacional com internacional.
Ha estat consultor de diverses empreses des de l'any 2000. Després de perdre les eleccions a l'alcaldia, el 2006 va ser nomenat director del Sistema Penitenciari de Guatemala, càrrec el qual va deixar l'any 2008.
Giammattei s'havia presentat tres cops a les eleccions generals per a president de Guatemala. El primer va ser l'any 2007, amb l'aleshores Partit Oficial Gran Aliança Nacional GANA amb una forta participació. La segona va ser l'any 2011 amb el Partit del Centre d'Acció Social però es va dissoldre per no arribar al percentatge mínim de vots exigit pel TSE. A les eleccions del 2015 va entrar a la presidència amb el partit FUERZA.

## Presidència

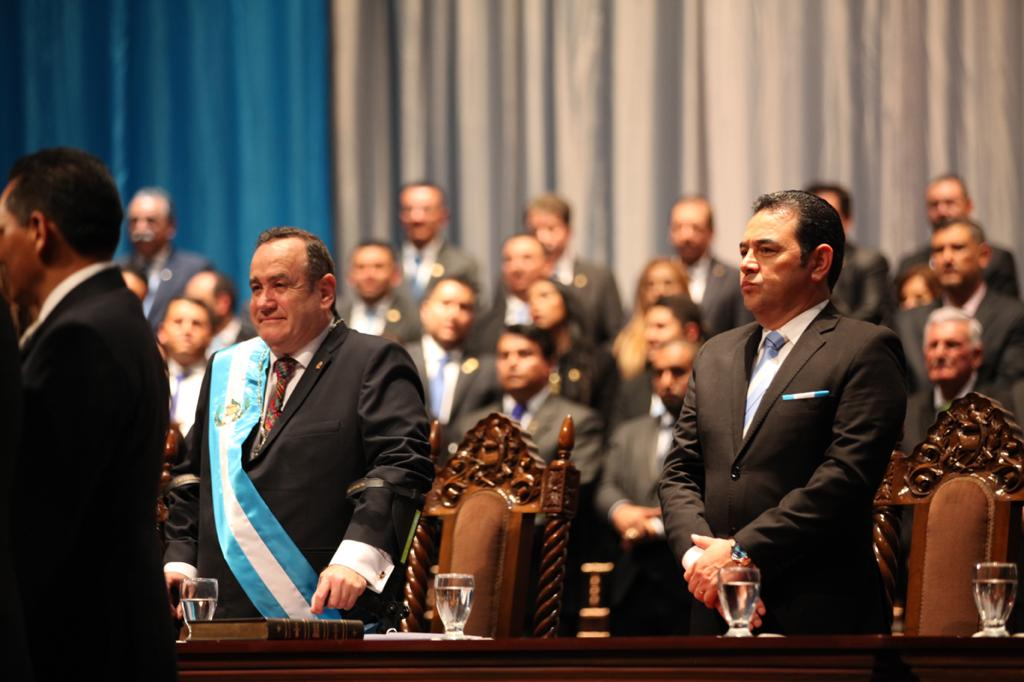
Giammattei i el seu predecessor, Jimmy Morales durant la seva presa de possessió com a president

Giammattei es va convertir en el candidat presidencial del partit Vamos a les eleccions presidencials del 2019. Va quedar segon a la primera volta per darrere de Sandra Torres el 16 de juny de 2019, amb un 13,95% dels vots, però va guanyar la segona volta contra aquesta última l'11 d'agost de 2019, amb el 57,96% dels vots.
El 14 de gener de 2020, Giammattei va assumir el càrrec com a president de la República de Guatemala, succeint Jimmy Morales.
El juliol de 2021, la fiscal general d'Alejandro Giammattei, Maria Consuelo Porras, va destituir el cap de la fiscalia especial contra la impunitat, Juan Francisco Sandoval, ja que tenia la intenció d'investigar casos de corrupció vinculats al president. Un enllaç a aquestes persecucions jurídiques va aparèixer el febrer de 2022, quan el lloc web d'investigació salvadoreny El Faro va revelar que Alejandro Giammattei va ser acusat de "finançar la seva campanya [2019] amb suborns d'una empresa constructora". Es diu que el president de Guatemala va negociar amb José Luis Benito, ministre del govern de Jimmy Morales, "una contribució de 2,6 milions de dòlars a la seva campanya electoral"...) A canvi d'aquests diners, Giammattei va prometre al ministre (...) mantenir-lo en el càrrec durant un any per poder continuar implementant un esquema de suborn multimilionari en els contractes de construcció i manteniment de carreteres'.
El 2022, el Congrés de Guatemala va aprovar un projecte de llei que augmentaria les penes de presó per avortament, prohibint l'educació sexual a les escoles i va declarar els homosexuals "grups minoritaris incompatibles amb la moral cristiana". Tot i que inicialment hi va donar suport, Giammattei posteriorment revertiria la seva posició sobre el projecte de llei l'11 de març de 2022, anunciant que vetarà el projecte de llei tret que el Congrés el retiri, citant que violava dues convencions internacionals en què Guatemala estava implicada com a signant així com la constitució de Guatemala.

## Punts de vista polítics
Giammattei s'ha compromès a recuperar la pena de mort i s'ha compromès a "aixafar les bandes violentes, lluitar contra la pobresa per aturar la migració i acabar amb la corrupció 'repugnant'". Està en contra del matrimoni entre persones del mateix sexe i de l'avortament, i dona suport a l'ús de l'exèrcit per a la seguretat civil.
Durant la seva visita a Israel el desembre de 2019, va donar suport a que Hezbollah libanès fos declarada una "organització terrorista", i va declarar que "els amics d'Israel són els amics de Guatemala i els enemics d'Israel són els nostres enemics". Un mes abans també s'havia compromès a alinear la política d'assentaments israelians de Guatemala amb la dels Estats Units.
El 2019 va titllar el govern veneçolà de "dictadura" i va dir que volia mantenir la mateixa línia diplomàtica que el seu predecessor Jimmy Morales cap a Veneçuela, país amb el qual Guatemala ha trencat les relacions diplomàtiques.
Durant la invasió russa d'Ucraïna el 2022, es va convertir en el primer líder llatinoamericà a visitar Ucraïna des del 24 de febrer, així com en els últims 12 anys. Visitant ciutats com Butxa, va demanar a la comunitat mundial que "no observés passivament".

## Vida personal
Giammattei es va casar amb Rosana Cáceres l'11 de febrer de 1989 i tenen tres fills, entre ells Marcela. Alejandro i Rosana es van separar quan ell va llançar la seva campanya presidencial el 2019. Com a conseqüència del divorci, Marcela és la Primera Dama de Guatemala. Cita Mahatma Gandhi com la seva figura mundial més admirada. Giammattei té esclerosi múltiple i fa servir crosses per caminar.
L'avi patern de Giammattei era italià, i Giammattei va obtenir la ciutadania italiana mitjançant jure sanguinis, a més de la seva ciutadania guatemalteca per dret de naixement.